# Russ Morgan
Russell Morgan (ur. 29 kwietnia 1904 w Scranton, zm. 8 sierpnia 1969 w Las Vegas) – amerykański muzyk jazzowy i popowy, bandlider, kompozytor i aranżer.

## Wyróżnienia
Ma swoją gwiazdę w hollywoodzkiej Alei Gwiazd.